# 拉斯·卡纳汉
拉斯·卡納漢（英語：Russ Carnahan；1958年7月10日—）是美國的一位政治人物。在2005年至2013年，他是密蘇里州第3選舉區選出的美國眾議院議員。他的黨籍是民主黨。卡納翰出生在密蘇里州哥倫布。